# Haarlem
Haarlem je mesto in občina na Nizozemskem. Je glavno mesto province Severna Holandija in leži na severnem robu konurbacije Randstad. Je tudi del amsterdamskega metropolitanskega območja. Haarlem je imel leta 2021 162.543 prebivalcev.
Haarlem je dobil status mesta (stadsrechten) leta 1245, čeprav so prvo mestno zidovje zgradili leta 1270. Sodobno mesto obsega nekdanjo občino Schoten, kot tudi predele, ki se prej pripadali mestoma Bloemendaal in Heemstede. Poleg mesta občina Haarlem obsega tudi zahodni del vasi Spaarndam. Novi predeli Spaarndama ležijo znotraj sosednje občine Haarlemmerliede en Spaarnwoude.

## Zgodovina
Haarlem ima bogato zgodovino, ki sega v predsrednjeveške čase, saj leži na tankem pasu kopnega nad morsko gladino, znanem kot strandwal (obalni greben), ki povezuje Leiden z Alkmaarjem. Ljudje na tem ozkem pasu zemlje so se borili z vodami Severnega morja z zahoda ter vodami IJ in Haarlemskega jezera z vzhoda. Haarlem je obogatel s prihodki od cestnin, ki jih je pobiral od ladij in popotnikov, ki so se gibali po tej prometni poti sever–jug.
Ker je ladijski promet postajal gospodarsko vse pomembnejši, je mesto Amsterdam v nizozemski zlati dobi postalo glavno nizozemsko mesto Severne Nizozemske. Mesto Halfweg je postalo predmestje, Haarlem pa tiha skupnost spalnic, zato ima Haarlem še vedno nedotaknjenih veliko osrednjih srednjeveških stavb. Mnogi od njih so zdaj v nizozemskem registru dediščine, znani kot Rijksmonuments. Seznam Rijksmonuments v Haarlemu ponuja pregled le-teh po soseskah, pri čemer je večina v starem mestnem jedru.

### Srednji vek
Najstarejša omemba Haarlema je iz 10. stoletja. Ime verjetno prihaja iz Haarlo-heim. To ime je sestavljeno iz treh elementov: haar, lo in heim. V starih nizozemskih toponimih se lo vedno nanaša na 'gozd', heim (heem, em ali um) pa na 'dom' ali 'hišo'. Haar ima več pomenov, eden od njih ustreza lokaciji Haarlema na peščeni sipini: 'vzvišen kraj'. Ime Haarlem ali Haarloheim bi torej pomenilo 'dom na gozdnati sipini'.
Tam je bil potok, imenovan De Beek, izkopan iz šotišča zahodno od reke Spaarne kot odvodni kanal. Skozi stoletja so Beek spremenili v podzemni kanal, ko se je mesto večalo in je bil potreben prostor za gradnjo. Sčasoma se je začel zamuljevati in v 19. stoletju so ga zasuli. Vas je imela dobro lego: ob reki Spaarne in ob glavni cesti, ki je vodila od juga proti severu. Do 12. stoletja je bilo utrjeno mesto, Haarlem pa je postal rezidenca nizozemskih grofov.
Leta 1219 je haarlemske viteze nagradil grof Willem I., ker so v peti križarski vojni osvojili egipčansko pristanišče Damietta (ali nizozemsko Damiate, današnji Dimyat). Haarlem je dobil pravico nositi grofov meč in križ v svojem grbu. 23. novembra 1245 je grof Willem II. Haarlemu podelil mestne pravice. To je pomenilo številne privilegije, med katerimi je bila pravica šerifa in sodnikov, da sodijo namesto grofa. To je omogočilo hitrejši in učinkovitejši sodni sistem, ki je bolj ustrezal potrebam rastočega mesta.
Po obleganju iz okolice Kennemerlanda leta 1270 je bilo okoli mesta zgrajeno obrambno obzidje. Najverjetneje je bil to zemeljski nasip z lesenimi vrati. Prvotno se je mesto začelo med Spaarne, Oudegracht, Ridderstraat, Bakenessergracht in Nassaustraat. V 14. stoletju se je mesto razširilo in Burgwalbuurt, Bakenes ter območje okoli Oudegrachta so postali del mesta. Izkazalo se je, da stara obramba ni dovolj močna za razširjeno mesto in konec 14. stoletja je bilo zgrajeno 16,5 metrov visoko obzidje, skupaj s 15 metrov širokim obrambni jarek, ki je obkrožal mesto. Leta 1304 so Flamci ogrozili mesto, vendar jih je premagal Witte van Haemstede pri Manpadu.
Vse stavbe v mestu so bile lesene in požar je bil velika nevarnost. Leta 1328 je pogorelo skoraj celotno mesto. Sint-Bavokerk je bil močno poškodovan in obnova je trajala več kot 150 let. 12. junija 1347 je mesto ponovno zagorelo. Tretji velik požar leta 1351 je uničil številne stavbe, vključno z grofovskim gradom in mestno hišo. Grof ni potreboval gradu v Haarlemu, ker je njegov grad v Haagu (Den Haag) prevzel vse funkcije.
Grof je zemljišče podaril mestu in kasneje so tam zgradili novo mestno hišo. Oblika starega mesta je bila kvadratna - to je bilo navdihnjeno z obliko starodavnega Jeruzalema. Po vsakem požaru je bilo mesto hitro obnovljeno, kar kaže na bogastvo mesta v tistih letih. Črna smrt je prišla v mesto leta 1381. Po oceni duhovnika iz Leidna je bolezen pobila 5000 ljudi, približno polovico takratnega prebivalstva.
V 14. stoletju je bil Haarlem veliko mesto. Bil je drugo največje mesto v zgodovinski Nizozemske za Dordrechtom in pred Delftom, Leidnom, Amsterdamom, Goudo in Rotterdamom. Leta 1429 je mesto dobilo pravico do pobiranja cestnin, vključno z ladjami, ki so mimo mesta plule po reki Spaarne. Ob koncu srednjega veka je bil Haarlem cvetoče mesto z veliko tekstilno industrijo, ladjedelnicami in pivovarnami. Okoli leta 1428 je mesto oblegala vojska Jacqueline, grofice Hainaut. Haarlem je stopil na stran Trsk v vojnah Hook in Cod in tako proti Jakobu Bavarskemu. Celoten gozd Haarlemmerhout je požgal sovražnik.

### Špansko obleganje
Ko je mesto Brielle osvojila revolucionarna vojska Geuzen, je občina Haarlem začela podpirati Geuzen. Španski kralj Filip II. ni bil zadovoljen in je na sever poslal vojsko pod poveljstvom Don Fadriqueja (Don Frederick v nizozemščini), sina Fernanda Álvareza de Toleda, 3. vojvode Albe. 17. novembra 1572 je španska vojska pobila vse prebivalce mesta Zutphen, 1. decembra pa je isto usodo doletelo mesto Naarden.
11. decembra 1572 je španska vojska oblegala Haarlem; mestni obrambi je poveljeval mestni guverner Wigbolt Ripperda. Kenau Simonsdochter Hasselaer, mogočna vdova, je skupaj s približno tristo drugimi ženskami pomagala braniti mesto.
V prvih dveh mesecih obleganja je bila situacija uravnotežena. Španska vojska je kopala predore, da bi prišla do mestnega obzidja in ga razstrelila; branilci so po vrsti kopali in spodkopavali španske tunele. Razmere so se poslabšale 29. marca 1573: amsterdamska vojska, zvesta španskemu kralju, je nadzorovala jezero Haarlemmermeer in tako učinkovito blokirala Haarlem pred zunanjim svetom. Poskus princa Oranskega, da bi uničil špansko mornarico na Haarlemmermeerju, ni uspel. Lakota v mestu je naraščala in razmere so postale tako napete, da so 27. maja iz zapora odpeljali in umorili številne (špancem zveste) ujetnike; Španci so pred tem zaprli svoje vojne ujetnike.
V začetku julija je princ Oranski zbral vojsko 5000 vojakov blizu Leidna, da bi osvobodil Haarlem. Vendar mu je bilo onemogočeno, da bi jih spremljal osebno, in španske sile so jih ujele v Manpad, kjer so bili odločilno poraženi. 13. julija 1573 se je mesto po sedmih mesecih obleganja predalo. Veliko branilcev je bilo poklanih; nekateri so se utopili v reki Spaarne. Guvernerja Ripperda in njegovega namestnika so obglavili. Meščani so smeli kupiti svobodo zase in za mesto za 240.000 guldnov, mesto pa je moralo gostiti špansko garnizijo. Don Fadrique se je zahvalil Bogu za svojo zmago v Cerkvi Sint-Bavo. Vendar se pogoji pogodbe niso držali, saj je španska vojska plenila premoženje meščanov.
Kljub dokončnemu padcu Haarlema je dejstvo, da so se Haarlemčani lahko sedem mesecev zdržali proti celotni španski armadi, navdihnilo ostalo Nizozemsko, da se je uprla napadalcem, njihov dolgotrajni odpor pa je omogočil Oranskemu princu, da je pripravil in oborožil preostanek države za vojno. Med obleganjem je padlo okoli 12.000 španske vojske.

### Velik požar
Mesto je utrpelo velik požar v noči z 22. na 23. oktober 1576. Požar je izbruhnil v pivovarni het Ankertje, blizu tehtnice v Spaarneju, ki so jo plačanci uporabljali kot stražarsko mesto. Ko sta se grela na ognju, je ta ušel izpod nadzora. Ogenj so opazili kmetje, ki so z ladjami pluli po reki. Vendar so vojaki vso pomoč zavrnili, češ da bodo sami pogasili požar.
To ni uspelo in ogenj je uničil skoraj 500 stavb, med njimi cerkev St. Gangolf in bolnišnico St. Elisabeth. Večino plačancev so pozneje aretirali, enega izmed njih pa so pred številnim občinstvom obesili na Grote Markt. Zemljevidi iz tiste dobe jasno prikazujejo škodo, ki jo je povzročil požar: uničen je bil širok pas skozi mesto. Skupni rezultat obleganja in požara je bil, da je bila uničena približno tretjina mesta.

### Zlata doba
Ogenj in dolgo obleganje sta vzela svoj davek v mestu. Španci so odšli leta 1577 in v skladu s sporazumom iz Veereja so protestanti in katoličani dobili enake pravice, čeprav so imeli protestanti v vladi očitno prednost in katoliška posest, ko je bila zasežena, ni bila nikoli vrnjena. Da bi obnovil gospodarstvo in privabil delavce za pivovarstvo in beljenje (Haarlem je bil znan po tem, zahvaljujoč čisti vodi iz sipin), se je haarlemski svet odločil spodbujati ukvarjanje z umetnostjo in zgodovino ter pokazati strpnost do raznolikosti med verskimi prepričanji.
To je pritegnilo velik pritok flamskih in francoskih priseljencev (tako katoličanov kot hugenotov), ki so bežali pred špansko okupacijo svojih mest. Načrti za širitev so kmalu nadomestili načrte za obnovo porušenega obzidja. Tako kot v preostali državi se je tudi v Združenih provincah začela zlata doba.

#### Lan in svila
Novi meščani so imeli veliko strokovnega znanja na področju izdelave in trgovanja s platnom in svilo, prebivalstvo mesta pa je naraslo z 18.000 leta 1573 na približno 40.000 leta 1622. V nekem trenutku, leta 1621, je bilo več kot 50 % prebivalstva rojenih Flamcu. Haarlemsko perilo je postalo opazno in mesto je cvetelo. Danes lahko vtis o nekaterih od teh prvotnih tekstilnih trgovcev dobimo iz dokumenta Knjiga trgovanja, ki sta ga ustvarila Jan Luyken in njegov sin.

#### Infrastruktura
Leta 1632 je bil odprt vlečni kanal med Haarlemom in Amsterdamom, Haarlemmertrekvaart, prvi vlečni kanal v državi. Prazna območja v mestu, ki so nastala zaradi požara leta 1576, so bila napolnjena z novimi hišami in stavbami. Tudi zunaj mestnega obzidja so bile zgrajene stavbe - leta 1643 so zunaj obzidja našteli okoli 400 hiš.
Imeti stavbe zunaj mestnega obzidja za mestno upravo ni bilo zaželeno. Ne le zato, ker bi bile te zgradbe ranljive v primeru napada na mesto, ampak je bilo tudi manj nadzora nad davki in mestnimi predpisi zunaj obzidja. Zato se je leta 1671 začel velik projekt: širitev mesta proti severu.
Izkopana sta bila dva nova kanala in zgrajen nov obrambni zid (sedanji Staten en Prinsenbolwerk). Dvoja starih mestnih vrat, Janspoort in Kruispoort, so bila porušena. Zamisel, da mora biti mesto kvadratne oblike, je bila opuščena.

#### Kulturno življenje
Po padcu Antwerpna so se številni umetniki in obrtniki preselili v Haarlem in prejeli naročila haarlemskega sveta za okrasitev mestne hiše. Naročene slike so bile namenjene prikazu veličastne zgodovine Haarlema, pa tudi veličastnih izdelkov Haarlema. Kulturno življenje v Haarlemu je cvetelo s slikarji, kot sta Frans Hals in Jacob van Ruisdael, arhitekt Lieven de Key in Jan Steen, ki sta v Haarlemu ustvarila veliko slik.
Haarlemski svetniki so postali precej kreativni v svoji propagandi za promocijo svojega mesta. Na Grote Marktu, osrednjem trgu, stoji kip Laurensa Janszoona Costerja, ki naj bi bil izumitelj tiskarskega stroja. To je drugi in večji njegov kip na trgu. Izvirnik stoji za mestno hišo na majhnem vrtu, znanem kot Hortus (kjer je danes gimnazija Stedelijk).
Večina učenjakov se strinja, da se zdi, da redki dokazi kažejo na Johanna Gutenberga kot prvega evropskega izumitelja tiskarskega stroja, vendar so haarlemske otroke o Lau, kot je znan, učili še dolgo v 20. stoletje. Vendar je ta legenda dobro služila tiskarjem v Haarlemu in verjetno so zato najbolj opazne nizozemske zgodovinske knjige iz obdobja nizozemske zlate dobe izdane v Haarlemu; avtorji Hadrianus Junius (Batavia), Dirck Volkertszoon Coornhert (Dela), Karel van Mander (Schilderboeck), Samuel Ampzing (Opis in Oda Haarlemu), Petrus Scriverius (Batavia Illustrata) in Pieter Christiaenszoon Bor (Izvor nizozemskih vojn).

#### Varjenje piva
Varjenje piva je bilo zelo pomembna industrija v Haarlemu. Vse do 16. stoletja so vodo za pivo črpali iz kanalov v mestu. Ti kanali so bili povezani z morsko vodo preko Spaarne in IJ. Kanalska voda pa je postajala vedno bolj onesnažena in manj primerna za varjenje piva. Kraj 1,5 km jugozahodno od mesta je bil nato uporabljen za črpanje sveže vode.
Vendar tudi kakovost te vode ni bila dovolj dobra. Od 17. stoletja so kanal (Santvaert) uporabljali za transport vode iz sipin v mesto. Vodo so prevažali v sodih na ladjah. Lokacija, kjer je bila črpana voda, se imenuje Brouwerskolkje, kanal do tja pa še vedno obstajal in se zdaj imenuje Pivovarjev kanal (Brouwersvaart).
Haarlem je bil velik proizvajalec piva na Nizozemskem. Večino proizvedenega piva so porabili v Severni Nizozemski. Med španskim obleganjem je bilo v mestu približno 50 pivovarn. Leta 1620 je imelo mesto približno sto pivovarn.
Leta 1657 je bila še ena epidemija črne kuge, ki je v šestih mesecih, ko je pustošila po mestu, terjala velik davek. Od konca 17. stoletja se je gospodarstvo v mestu dolgo časa poslabšalo. Leta 1752 je ostalo samo še sedem pivovarn, do leta 1820 pa v mestu ni bilo registriranih nobenih pivovarn. V 1980-ih je Stichting Haarlems Biergenootschap obudil nekaj starih receptov pod blagovno znamko piva Jopen, ki se trži kot haarlemsko pivo. Leta 2010 je Jopen odprl pivovarno v nekdanji cerkvi v središču Haarlema, imenovani Jopenkerk. Leta 2012 je Haarlem pridobil še eno lokalno pivovarno z Uiltje Brewing v Zijlstraatu, ki je specializirana za craft pivo.

#### Center tulipanov
Haarlem je bil od leta 1630 glavno trgovsko središče za tulipane in bil je v epicentru med tulimansko manijo, ko so bile za čebulice tulipanov plačane nezaslišane cene. Od odprtja kanala Leiden-Haarlem Leidsevaart leta 1656 je postalo priljubljeno potovanje iz Rotterdama v Amsterdam s potniškim čolnom namesto z avtobusom. Kanali so bili izkopani samo za prevoz potnikov in so bili udobni, čeprav počasni. Vlečna pot je te potnike vodila skozi polja čebulic južno od Haarlema.
Haarlem je bil pomembna vmesna postaja za potnike od druge polovice 17. stoletja in skozi 18. stoletje do izgradnje prvih železniških tirov na poteh nekdanjih sistemov potniških kanalov. Ko se je Haarlem počasi širil proti jugu, so se širila tudi polja čebulnic. Danes lahko potniki v železniškem prometu med Rotterdamom in Amsterdamom spomladi vidijo cvetoča polja čebulnic na poti med Leidnom in Haarlemom.

### 18. stoletje
Ker je središče trgovine gravitiralo proti Amsterdamu, je Haarlem v 18. stoletju propadal. Zlata doba je ustvarila velik višji srednji razred trgovcev in premožnih lastnikov malih podjetij. Zaradi zanesljivosti trekschuit povezave med Amsterdamom in Haarlemom je veliko ljudi imelo poslovni naslov v Amsterdamu in vikend ali poletni dom v Haarlemu.
Haarlem je postajal vedno bolj skupnost spalnic, saj je vse bolj gosta poseljenost Amsterdama povzročila, da so kanali poleti smrdeli. Številni premožni gospodje so spomladi svoje družine preselili v poletne domove in se vozili z enega naslova na drugo. Priljubljena mesta za poletne domove so bila ob Spaarne v južnem Haarlemu. Pieter Teyler van der Hulst in Henry Hope sta tam zgradila poletne domove, pa tudi številni amsterdamski trgovci in svetniki. Danes je vožnja z ladjo po reki Spaarne še vedno mogoča in je postala priljubljena oblika poletnega turizma. V 18. stoletju je Haarlem postal sedež sufraganske škofije starokatoliške cerkve Utrecht.
- Zemljevid Haarlema leta 1827. Mestno obzidje je bilo porušeno in uporabljeno kot gradbeni material za širitev mesta.
- Haarlemmerhout v Haarlemu je najstarejši park, zasnovan za javni dostop na Nizozemskem. Pravijo, da je Napoleonova vojska vrezala svoje začetnice v ta drevesa.
- Vila Welgelegen, zgrajena v 18. stoletju, je sedanja vladna hiša province Severna Holandija.
- Stavkar pri Joh. Enschedé (v preteklosti za cerkvijo sv. Bavoca) leta 1884, delo ameriškega umetnika Charlesa Frederica Ulricha

### Francoska vladavina
Konec 18. stoletja so bile ustanovljene številne protioranžne komisije. 18. januarja 1795 je bila vojska »Staatse« poražena pri Woerdnu. V noči pred 19. januarjem, v isti noči, ko je stadtholder William V. Oranski pobegnil iz države, so se zbrale različne komisije in izvedle revolucijo. Komisije so v nekrvavi revoluciji zamenjale mestne upravitelje in naslednje jutro je bilo mesto 'osvobojeno' tiranije rodbine Orange. Revolucija je bila miroljubna in oranžnim zvesti ljudje niso bili prizadeti. Nato je bila razglašena Batavska republika.
Francoska vojska je v osvobojeno mesto vstopila dva dni pozneje, 20. januarja. Vojsko 1500 vojakov so državljani oskrbeli s hrano in obleko. Nova državna oblast je bila močno centralizirana, vloga in vpliv mest pa zmanjšana. Batavska republika je podpisala pakt o medsebojni obrambi s Francijo in je bila tako samodejno v vojni z Anglijo. Močna angleška prisotnost na morju je močno zmanjšala trgovinske možnosti, zato je nizozemsko gospodarstvo trpelo.

### 19. stoletje
Tekstilna industrija, ki je bila vedno pomemben steber gospodarstva Haarlema, je v začetku 19. stoletja trpela. Močna mednarodna konkurenca in nove revolucionarne proizvodne metode, ki so temeljile na parnih strojih, ki so že bili v uporabi v Angliji, so haarlemski industriji zadali močan udarec. Leta 1815 je bilo v mestu približno 17.000 ljudi, od katerih so bili mnogi revni. Ustanovitev kraljevine Združene Nizozemske tistega leta je dala upanje mnogim, ki so verjeli, da se bo pod novo vlado gospodarstvo izboljšalo in da si bodo izvozno usmerjene gospodarske dejavnosti, kot je tekstilna industrija, opomogle.
V začetku 19. stoletja je obrambno obzidje izgubilo svojo funkcijo in arhitekt Zocher ml. je na mestu nekdanje obrambne črte načrtoval park. Mestno obzidje in vrata so porušili, opeko pa ponovno uporabili za gradnjo tovarn in delavskih domov. Haarlem je v začetku 19. stoletja postal glavno mesto province Severna Holandija.
Sredi 19. stoletja se je mestno gospodarstvo počasi začelo izboljševati. Odprle so se nove tovarne in številna velika industrijska podjetja so v Haarlemu ustanovili Thomas Wilson, Guillaume Jean Poelman, J.B.T. Prévinaire, J.J. Beijnes, Hendrik Figee, Gerardus Johannes Droste in G.P.J. Beccari.

#### Bombažne tovarne
Nederlandsche Handel-Maatschappij (NHM ali nizozemsko trgovsko podjetje) je ustanovil kralj Viljem I. Nizozemski, da bi ustvaril zaposlitvene možnosti. V enem izmed mest v zahodnem delu Nizozemske z najslabšim gospodarskim položajem v Haarlemu so bile v 1830-ih v okviru programa NHM ustanovljene tri tovarne bombaža. Te so vodili strokovnjaki iz južne Nizozemske, za katere je NHM menil, da so boljši pri mehanskem tkanju zaradi lokalnega strokovnega znanja Lievena Bauwensa.
Zmagovalci pogodbe so bili Thomas Wilson, čigar tovarna je bila severno od današnjega Wilsonpleina, Guillaume Jean Poelman, ki je posloval s svojim nečakom Charlesom Vervaeckejem iz Genta in je imel tovarno na današnji ulici Phoenixstraat, in Jean Baptiste Theodore Prévinaire, ki je imel tovarno na Garenkokerskade in čigar sin Marie Prosper Theodore Prévinaire je ustvaril Haarlemsche Katoenmaatschappij leta 1875.
Te bombažne tovarne so izdelovale blago za izvoz in ker je nizozemska vlada zaračunavala visoke davke tujim proizvajalcem bombaža, je bil to donosen posel za tovarne NHM, zlasti za izvoz v Nizozemsko Vzhodno Indijo. Program se je začel leta 1830 in je bil sprva uspešen. Toda po letu 1839, ko se je Belgija odcepila od Združenega kraljestva Nizozemske, so bili zaščitni ukrepi za nizozemski vzhodnoindijski trg odpravljeni in posel je začel propadati. Ko je ameriška državljanska vojna po letu 1863 občutno zmanjšala uvoz surovega bombaža, je posel propadel. Samo Prévinaire je uspel preživeti s pomočjo specializacije s svojim turško rdečim barvilom. Prévinaire toile Adrinople je bil priljubljen. Prévinairejev sin je nadaljeval z ustvarjanjem Haarlemsche Katoenmaatschappij, ki je izdeloval nekakšno imitacijo batik tkanine, imenovano La Javanaise, ki je postala priljubljena v Belgijskem Kongu.

#### Vlak in tramvaj
V Angliji je leta 1804 Richard Trevithick zasnoval prvo lokomotivo. Nizozemska vlada je razmeroma počasi dohitevala razvoj, čeprav se je kralj bal konkurence novoustanovljene Belgije, če bi zgradila železnico med Antwerpnom in drugimi mesti. Nizozemski parlament je nasprotoval visoki ravni potrebnih naložb, vendar je skupina zasebnih vlagateljev 1. junija 1836 ustanovila Hollandsche IJzeren Spoorweg-Maatschappij.
Gradnja prvega tira na železnici med Haarlemom in Amsterdamom vzdolž starega vlečnega kanala, imenovanega Haarlemmertrekvaart, je trajala tri leta. Tla so bila tam mokra in blatna. 20. septembra 1839 je na Nizozemskem stekel prvi vlak. Vlak je imel hitrost okoli 40 km/h. Železniška storitev je podjetju Beijnes in posredno celotnemu gospodarstvu Haarlema dala močan zagon, učinke tega pa je mogoče videti na železniški postaji Haarlem, ki je zdaj rijksmonument. Namesto več kot dveh ur je bil Amsterdam oddaljen le še 30 minut.
Staro potniško storitev s trekschuitom po Haarlemmertrekvaartu so hitro ukinili v korist železniške storitve, ki je bila hitrejša in zanesljivejša. Leta 1878 je konjski tramvaj, izdelan v Beijnesu, začel prevažati potnike od železniške postaje do gozdnega parka Haarlemmerhout, leta 1894 pa je bil ustanovljen Eerste Nederlandsche Electrische Tram Maatschappij (ENET) z vagoni, ki jih je izdelal Beijnes, in je postal prvi nizozemski električni tramvaj, ki je v Haarlemu vozil od leta 1899 naprej.

#### Upravljanje z vodami
Čeprav je bil stari trekvaart zaprt za vodni promet po razvoju železnice, je še vedno mogoče potovati z ladjo iz Amsterdama v Haarlem, prek ringvaarta ali kanala Severnega morja. Čolnarjenje poleti je postalo pomembna turistična atrakcija Haarlema, čeprav ni mogoče prepotovati vseh izvirnih kanalov kot v Amsterdamu. Ustvarjanje novih zemljišč v polderju Haarlemmermeer od leta 1852 naprej je pomenilo, da mesto ni moglo več osveževati vode v svojih kanalih iz reke Spaarne. Povečanje industrije je poslabšalo kakovost vode. Leta 1859 je kanal Oude Gracht poleti tako smrdel, da ni le odgnal obiskovalcev, ampak je zaradi izbruhov kolere predstavljal nevarnost za javno zdravje. Zasuli so ga, da bi ustvarili novo ulico, imenovano Gedempte Oude Gracht. Občasni izbruhi kolere niso bili novi, vendar so naraščali. Leta 1591 so mestni očetje odredili izkopavanje, da bi zgradili Verwulft, širok most čez Oude Gracht, ki povezuje severni in južni del Grote Houtstraat.

#### Širjenje meja
Od leta 1879 se je prebivalstvo mesta v tridesetih letih skoraj podvojilo, s 36.976 na 69.410 leta 1909. Ne samo, da je prebivalstvo raslo, ampak se je mesto hitro širilo. Okrožje Leidsebuurt je bilo vključeno v Haarlem v 1880-ih. Majhen del (zdaj nedelujoče) občine Schoten je bil vključen leta 1884, ker je svet Haarlema želel imeti bolnišnico (Het Dolhuys) znotraj občinskih meja.

### 20. stoletja
V začetku 20. stoletja se je mesto razširilo proti severu. Že leta 1905 je občina Haarlem predstavila uradni načrt za širitev. Okoliške občine pa se niso strinjale, za dogovor pa bi trajalo 25 let. 1. maja 1927 je občina Schoten postala del Haarlema, pa tudi del Spaarndama, Bloemendaala in Heemstedeja. Prebivalstvo se je naenkrat povečalo za 31.184 državljanov.
Leta 1908 so odprli prenovljeno železniško postajo. Tiri so bili dvignjeni, tako da promet v mestu ni bil več oviran zaradi železniških prehodov. Leta 1911 je Anthony Fokker občinstvu v Haarlemu pokazal svoje letalo de Spin s preletom okoli Sint-Bavokerka na Kraljičin dan.
Kasneje se je mesto širilo proti jugu (Schalkwijk) in vzhodu (Waarderpolder). Leta 1932 je nizozemski trgovec Vroom & Dreesmann zgradil veleblagovnico v Verwulftu. Številne stavbe so bile porušene, razen ene majhne lekarne na vogalu, "Van der Pigge", ki je niso hoteli odkupiti in ki je zdaj zaprta s stavbo V&D. Zato jih domačini imenujejo tudi "David in Goljat".
Od 17. do 21. septembra 1944 so Nemci evakuirali dele Haarlem-Noorda (severno od Jan Gijzenvaarta), da bi naredili prostor za obrambno črto. Stadion nogometnega kluba HFC Haarlem je bil porušen. Na stotine ljudi je moralo zapustiti svoje domove in so bili prisiljeni ostati z drugimi državljani.
Od 22. septembra 1944 do konca vojne je bil plin na voljo le dve uri na dan. Elektriko so izklopili 9. oktobra. Nemški okupator je zgradil debel, črn zid skozi Haarlemmerhout (na jugu mesta), pa tudi pri Jan Gijzenvaartu na evakuiranem območju. Zid se je imenoval Mauer-muur in je bil namenjen zaščiti mesta.
Februarja 1944 so nacisti aretirali družino Corrie ten Boom; vso vojno so pred nemškim okupatorjem skrivali Jude in nizozemske odporniške delavce.
Med drugo svetovno vojno so nizozemsko junakinjo Hannie Schaft, ki je delala za nizozemsko odporniško skupino, Nemci tik pred koncem vojne leta 1945 ujeli in usmrtili. Kljub njenim prizadevanjem ter prizadevanjem njenih kolegov in zasebnih družin, je bila večina haarlemskih Judov deportirana, haarlemska sinagoga porušena, judovska bolnišnica pa pridružena St. Elisabeth Gasthuis. Več haarlemskih družin, ne glede na to, ali so bile politično aktivne ali ne, je trpelo zaradi naključnih napadov, kot je haarlemski pisatelj Harry Mulisch opisal v svoji knjigi De Aanslag. Haarlemčani so med lačno zimo preživeli tako, da so jedli čebulice tulipanov, shranjene v lopah na peščenih poljih okoli mesta.

## Kultura in znamenitosti

### Muzeji
V Haarlemu je več muzejev. 
- Muzej Teylers leži ob reki Spaarne in je najstarejši muzej na Nizozemskem. Njegovi glavni predmeti so umetnost, znanost in naravoslovje[11] in ima v lasti številna dela Michelangela in Rembrandta.[12]
- Muzej Fransa Halsa, kjer so na glavni lokaciji slike nizozemskih mojstrov, v razstavnih dvoranah na trgu Grote Markt pa je galerija za sodobno umetnost De Hallen.
- Tudi na Grote Markt je v kleti Vleeshal Archeologisch Museum Haarlem, medtem ko je ob sobotah čez trg odprta stavba Hoofdwacht z razstavami o zgodovini Haarlema.

Drugi muzeji so Barrel Organ Museum Haarlem, Museum van de Geest (muzej psihiatrije), Ten Boom Museum (skrivališče Judov v drugi svetovni vojni) in Historisch Museum Haarlem, nasproti muzeja Fransa Halsa.

### Stavbe in lokacije
Od 18. stoletja je imelo Haarlem zgodovinsko več muzejev na prebivalca kot katero koli drugo mesto na Nizozemskem. Ima tudi največ propadlih muzejev na prebivalca.
Mesto je znano po številnih hofje: ubožnicah, zgrajenih okoli dvorišč. To so bile predvsem zasebno financirane hiše za starejše samske ženske. Danes je v Haarlemu 19 hofjev; mnogi so odprti za javnost ob delavnikih. Številne hofje so še vedno v lasti prvotnih ustanov in se še vedno uporabljajo predvsem za samske starejše ženske.
- Grote Markt (osrednji tržni trg), z:
  - Mestna hiša
  - Vleeshal ali mesna tržnica (dom dveh muzejev)
  - Hoofdwacht
  - Grote Kerk ali Sint-Bavokerk
- Stadsbibliotheek Haarlem, Haarlemska javna knjižnica, zgodovinska znamenitost
- Janskerk ima v nekdanjem koru urejeno razstavišče
- Stolnica sv. Bava
- Razvaline gradu Huis ter Kleef
- Muzej Teylers je najstarejši muzej na Nizozemskem
- Muzej Fransa Halsa
- Zgodovinski muzej Haarlem
- Muzej Ten Boom
- Museum van de Geest (Muzej psihiatrije)
- Mlin na veter De Adriaan
- Mestna vrata Amsterdamse Poort
- Železniška postaja Haarlem v slogu art nouveau. Nadomestila je prvotno postajo na Oude Weg iz leta 1839, ki je bila ena od prvih dveh postaj na Nizozemskem kot del najstarejše nizozemske železniške proge med Amsterdamom in Haarlemom.
- Gledališče De Toneelschuur
- Vila Welgelegen (deli so odprti za javnost)
- Park Haarlemmerhout
- Soseska Bosch in Vaart
- Monumentalne stavbe latinske šole Stedelijk Gymnasium Haarlem v Haarlemu, ki je tudi gostitelj Haarlemskega modela Združenih narodov

- Reka Spaarne skozi Haarlem
- Ulica Donkere Spaarne v bližini reke Spaarne
- Ulica Kleine Houtstraat poleti
- Lange Brug (Dolgi most), v ljudskem govoru znan tudi kot "de verfroller" ("barvni valj").
- Železniška postaja Haarlem, zgrajena leta 1906, ena starejših železniških postaj na Nizozemskem
- Ulica v Haarlemu